# Icoana Maicii Domnului „Grabnic Ascultătoare” de la Mănăstirea Dohiariu
Icoana Maicii Domnului „Grabnic Ascultătoare” (în greacă Γοργοεπήκοος, transliterat: Gorgoepíkoos) este o icoană veche a Sfintei Fecioare Maria, aflată la Mănăstirea Dohiariu de pe Muntele Athos. Ea este considerată de credincioșii ortodocși a fi făcătoare de minuni.

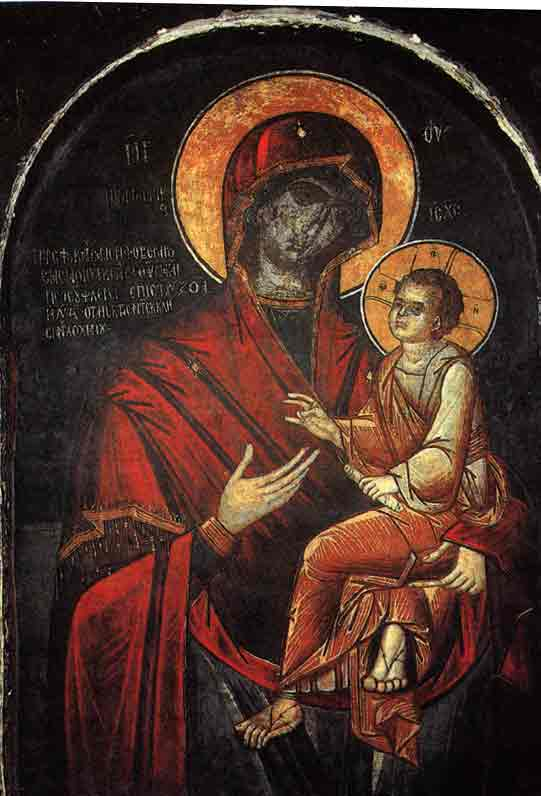
Icoana Maicii Domnului Grabnic Ascultătoare de la Mănăstirea Dohiariu

Potrivit tradiției monahale icoana a fost zugrăvită în tehnica fresco în secolul al XI-lea, în timpul stăreției egumenului Neofit. Ea se află în exteriorul peretelui vestic al trapezei mănăstirii. Credincioșii ortodocși au o mare evlavie față de această icoană, fiind menționate multe minuni atribuite rugăciunii la Maica Domnului reprezentată în icoană. 

## Tradiția icoanei ca făcătoare de minuni
Tradiția monahală menționează următoarea minune cu privire la descoperirea puterilor miraculoase ale acestei icoane. În anul 1664 trapezarul Nil, care obișnuia să treacă zilnic cu o făclie aprinsă printr-o capelă către trapeză, a auzit o voce de la icoana Maicii Domnului, aflată deasupra ușii, prin care i s-a cerut să nu o mai afume cu fumul negru și înecăcios provenit de la făclie. Călugărul a crezut că este o glumă a vreunui frate și a ignorat acea cerere, continuând să treacă și în zilele următoare spre trapeză cu făclia fumegândă. Ca urmare a acestei necuviințe, trapezarul Nil a auzit câteva zile mai târziu aceeași voce, care-l mustra cu asprime, și apoi a orbit. Călugării din mănăstire au început să manifeste o mare evlavie față de această icoană și au pus sub ea un vas în care trapezarul să ardă tămâie, în cinstea Maicii Domnului. Pocăindu-se cu amărăciune, Nil s-a rugat îndelung în fața icoanei Maicii Domnului și a implorat-o pe Maica Domnului să-l ierte și să-l vindece. A auzit după mai mult timp o voce stranie care-l anunța că a fost iertat și că i s-a redat vederea, cerându-i-se să transmită următorul mesaj:

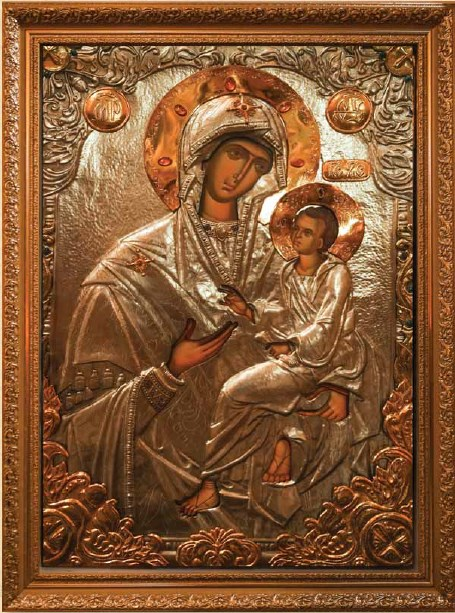
Copie a icoanei Maicii Domnului Grabnic Ascultătoare, aflată în Ucraina

| “ | Spune, deci, fraților că eu sunt îngrijitoarea și ocrotitoarea mănăstirii. Toți cei care vor avea nevoie de ajutor să alerge către mine și nu-i voi trece cu vederea. Drept aceea, să se numească această icoană a mea «Grabnic Ascultătoare». | ” |

## Copii ale icoanei
Există în prezent mai multe copii ale acestei icoane, dintre care trei în Grecia, una în Georgia și două în România. O copie a Icoanei Maicii Domnului Grabnic Ascultătoare a fost adusă în 23 iulie 2006 de la Mănăstirea Dohiariu la Mănăstirea Lainici din România. Ulterior, pe 29 iulie 2019, o altă copie a acestei icoane a fost adusă tot de la Mănăstirea Dohiariu la Biserica „Sf. Apostoli Petru și Pavel” I din Botoșani (administrată de preotul paroh Daniel Baciu), fiind donată de ieromonahul Misail de la Mănăstirea Lainici.